# Farlowella vittata
Farlowella vittata är en fiskart som beskrevs av Myers 1942. Farlowella vittata ingår i släktet Farlowella och familjen Loricariidae. Inga underarter finns listade i Catalogue of Life.